# Венария-Реале
Венария-Реале (итал. Venaria Reale, пьем. La Venerìa) — коммуна в Италии, располагается в области Пьемонт, в провинции Турин.
Население составляет 34651 человек (2008 г.), плотность населения составляет 1 733 чел./км². Занимает площадь 20 км². Почтовый индекс — 10078. Телефонный код — 011.
Покровителем коммуны почитается святой Евсевий Римлянин, празднование 14 августа.

## Демография
Динамика населения:

## Известные уроженцы и жители
- Роберто Краверо (род. 1964) — итальянский футболист.
- Диего Фузер (род. 1968) — итальянский футболист.
- Омар Миланетто (род. 1973) — итальянский футболист.
- Джованни Паскуале (род. 1982) — итальянский футболист.
- Томмазо Вайлатти (род. 1986) — итальянский футболист.
- Матиас Галло Кассарино (род. 1992) — итальянский боксёр.

## Города-побратимы
- Визий, Франция
- Кастроново-ди-Сичилия, Италия
- Криби, Камерун
- Фёринген, Германия

## Администрация коммуны
- Официальный сайт: http://www.comune.venaria.to.it